# Грудков балдаран
Грудковият балдаран (Chaerophyllum bulbosum) е вид цъфтящо растение от семейство Сенникови. Произхожда от Европа и Западна Азия. Това е популярен зеленчук през 19 век. Растението е включено в списъка на лечебните растения съгласно Закона за лечебните растения.
Грудковият балдаран е високо едногодишно тревисто растение с разделени като ресни листа и големи сенници от бели цветове. Растението се култивира в малък мащаб в части от Европа заради ядливите грудки, които приличат на тъмносив морков с жълтеникаво-бяла вътрешна част. След прибиране на реколтата се съхраняват няколко месеца на студено. По време на съхранение съдържанието на захар се увеличава чрез хидролиза на нишесте от амилаза.